# Митрополія Західної та Південної Європи
Руму́нська правосла́вна митропо́лія За́хідної і Пі́вденної Євро́пи (рум. Mitropolia Ortodoxă Română a Europei Occidentale și Meridionale) — автономна східно-православна митрополія в складі Румунської православної церкви, яка об'єднує єпархії Румунського Патріархату у Франції, Швейцарії, Іспанії, Португалії, Італії, Великій Британії, Ірландії, Ісландії, Нідерландах та Бельгії. Використовує у своїй літургії візантійський обряд, румунську мову та новоюліанський календар, вона є частиною Східного християнства.

## Історія
5 липня 2001 року Архиєпископія Західної і Південної Європи була зведена в ранг митрополії і стала іменуватися митрополією Західної і Південної Європи. 21 жовтня 2001 року відбулася митрополит Йосипа (Попа) інтронізація як митрополита Західної і Південної Європи.
1 серпня 2004 року в складі митрополії утворений Вікаріат Італії під керівництвом єпископа Силуана (Шпана), який рішенням Священного Синоду Румунського Патріархату від 21 червня 2007 року було перетворено в окрему Італійську єпархію, що увійшла до складу Митрополії Західної і Південної Європи.
22 жовтня 2007 року рішенням Священного Синоду Румунської православної церкви Іспанія і Португалія відійшли до новоствореної Іспанської і Португальської єпархії, яка увійшла до складу Митрополії Західної і Південної Європи.

## Організація та структура
Митрополія володіє автономним статусом у складі Румунської церкви. Митрополія в даний час включає три єпархії: Західно-Європейську архиєпископію, Італійську єпархію і Іспанську і Португальську єпархію.
Нарівні з румунськими парафіями до складу митрополії входять франкофонні парафії, кілька монастирів і асоціацій.
Її основний керівний орган — Митрополичий синод, у який, крім митрополита Йосипа (Попа), входять всі єпархіальні правлячі і вікарні архиєреї.

### Предстоятелі
- Йосип (Поп) (з 5 липня 2001 року)